# كليات العالم المتحد
مدارس العالم المتحد وتعرف كذلك باسم كليات العالم المتحد (بالإنجليزية : United World Colleges، أو UWC) هي حركة تعليمية تضم ثماني عشرة مدرسة ثانوية ولجان وطنية في أكثر من 140 بلداً، وتنظم كذلك سلسلة من البرامج التعليمية القصيرة. يتم اختيار الطلاب للدراسة بتلك المدارس من جميع أنحاء العالم على أسس الجدارة وإمكانياتهم الأكاديمية والإبداعية. تقدم مدارس العالم المتحد ولجانها الوطنية مِنح دراسية كاملة وجزئية، وتقبل كذلك عددًا محدودًا ممّن يدفعون رسوم الالتحاق.
يقع مقر المنظمة في المملكة المتحدة ولها 18 مدرسة في كل من: كندا، هونغ كونغ، الهند، إيطاليا، النرويج، سنغافورة، سوازيلاند، الولايات المتحدة، المملكة المتحدة، كوستاريكا، البوسنة والهرسك، هولندا، ألمانيا، أرمينيا وتشانغشو في (الصين)، تايلاند ولجان وطنية تقوم بعملية الاختيار في أكثر من 150 بلداً، وتنظم كذلك مجموعة من البرامج القصيرة في العديد من البلدان. تضم شبكة المنظمة أكثر من 50,000 خريج في أكثر من 181 بلداً، ومكتب دولي في لندن.
تتبع مدارس العالم المتحد منهج دبلوما البكالوريا الدولية للسنتين النهائيتين من التعليم الثانوي، فيما توفر ثلاثة مدارس في سنغافورة وهولندا وسوازيلاند منهجًا لمن هم أقل سنًا من 16 عامًا. كلية العالم المتحد في فنزويلا أغلقت عام 2011، كانت تقبل الطلاب في مرحلة التعليم العالي وكانت تدرس دبلوما عليا في مجال الإدارة الزراعية. كل مدرسة من مدارس العالم المتحد تضم عادة ما بين 200 و300 طالب وطالبة من حوالي 85 بلدًا.

## التاريخ
أول مدرسة من مدارس العالم المتحد هي الكلية الأطلسية (كلية العالم المتحد الأطلسية)، وتقع في قلعة تعود إلى القرن الثاني عشر على قطعة أرض تبلغ مساحتها 90 هكتار من الأراضي في فالى أوف غلامورغان جنوبي ويلز، المملكة المتحدة، وتأسست عام 1962 في مبادرة من كورت هان، وهو تربوي ألماني. وقد تم وهب القلعة لمنظمة مدارس العالم المتحد بواسطة أنتونين بيس الثاني، نجل السير أنتوني بيس. وكان يرمي هان إلى خلق روح من التفاهم المتبادل لدى الشباب، تمكنهمكم التغلب على التنافر والعداء من خلال العيش والعمل سويًا.
أراد هان إنشاء كلية لتعليم البنين والبنات من سن 16 إلى 20. وأراد كذلك أن يستند اختيار الطلاب للالتحاق بالكلية على دوافعهم الشخصية وإمكانياتهم، بغض النظر عن أية عوامل اجتماعية أو اقتصادية أو ثقافية. ومن شأن برنامج المنح الدراسية تسهيل التحاق الشباب من كافة الخلفيات الاقتصادية. وقد تحقق هذا المشروع في عام 1962 مع افتتاح الكلية الأطلسية (كلية العالم المتحد الأطلسية) في ويلز.
توجد الآن 15 مدرسة من مدارس العالم المتحد، بعد إغلاق كلية سيمون بوليفار الزراعية في فنزويلا. المدارس الحالية كالآتي:
- كلية العالم المتحد الأطلسية (كلية العالم المتحد الأطلسية)، ويلز، المملكة المتحدة - 1962.
- مدرسة العالم المتحد في جنوب شرق آسيا (United World College of South East Asia [الإنجليزية])، سنغافورة - 1971.
- مدرسة لستر بيرسون لالمحيط الهادئ (Lester B. Pearson College of the Pacific [الإنجليزية])، فكتوريا، كندا - 1974.[3]
- مدرسة العالم المتحد في إفريقيا الجنوبية (Waterford Kamhlaba United World College of Southern Africa [الإنجليزية])، مبابان، سوازيلاند - تأسست عام 1963 وانضمت إلى كليات العالم المتحد في 1981.
- أرماند هامر، مدرسة العالم المتحد في الغرب الأمريكي (UWC-USA [الإنجليزية]) مونتيزوما، الولايات المتحدة الأمريكية - 1982.
- كلية العالم المتحد الأدرياتيكية (كلية العالم المتحد الأدرياتيكية)، دوينو، إيطاليا - 1982.
- كلية العالم المتحد - سيمون بوليفار الزراعية (Simón Bolívar United World College of Agriculture [الإنجليزية])، فنزويلا - تأسست عام 1986 وانضمت إلى كليات العالم المتحد في 1987، وتم اغلاقها عام 2012.
- لي بو تشون، مدرسة العالم المتحد بهونج كونج (كلية العالم المتحد لى بو تشون)، هونغ كونغ، الصين - 1992.
- مدرسة العالم المتحد والصليب الأحمر الإسكندنافية (Red Cross Nordic United World College [الإنجليزية])، النرويج -1995.
- ماهيندرا مدرسة العالم المتحد في الهند (Mahindra United World College of India [الإنجليزية])، الهند -1997.
- كلية العالم المتحد في كوستاريكا (United World College Costa Rica [الإنجليزية])، كوستاريكا، تأسست عام 2000 وانضمت إلى كليات العالم المتحد في 2006.
- كلية العالم المتحد في موستار (United World College in Mostar [الإنجليزية])،البوسنة والهرسك - 2006.
- كلية العالم المتحد في ماستريخت (كلية العالم المتحد في ماسترخت)، ماستريخت، هولاندا - 2009.
- كلية روبيرت بوش (Robert Bosch United World College [الإنجليزية])، فرايبورغ، ألمانيا - 2014.
- كلية العالم المتحد في ديليجان (United World College Dilijan [الإنجليزية])، ديليجان، أرمينيا - 2014.
- كلية العالم المتحد في تايلاند (United World College Thailand [الإنجليزية])، محافظة بوكيت، تايلاند - 2016.

تعاقب على رئاسة كليات العالم المتحد عدة رؤساء: اللورد لويس مونتباتن (1967-1978)، الأمير تشارلز (1978 - 1995)، وصاحبة الجلالة الملكة نور من الأردن (1995 إلى الوقت الحاضر). ورئيس جنوب أفريقيا السابق نيلسون مانديلا هو الرئيس الفخري لكليات العالم المتحد منذ عام 1999.

## المناهج
كليات العالم المتحد ومدارسها تقدم سنتين من التعليم ما قبل الجامعي. بعد هذين العامين يحصل خريجو كليات العالم المتحد على دبلوما البكالوريا الدولية، المعترف بها كشهادة ثانوية في جميع أنحاء العالم. منظمة البكالوريا الدولية مقرها في جنيف، سويسرا، ولها ثلاثة مكاتب إدارية في مدينة نيويورك، بوينس آيرس، وسنغافورة. مكتب الامتحانات الخاص بها يوجد بكارديف، المملكة المتحدة.
اللغات المستخدمة للتدريس لدى البكالوريا الدولية ثلاثة، الإنكليزية والفرنسية والإسبانية. إحدى عشرة مدرسة من كليات العالم المتحد تستخدم اللغة الإنجليزية كللغة الرئيسية للتدريس والتواصل. كلية ليستر بيرسون في كندا تدرس بعض المواد باللغة الفرنسية والإسبانية في حين أن مدرسة العالم المتحد على البحر الأدرياتيكي في إيطاليا ومدرسة الصليب الأحمر الإسكندنافية في النرويج تتطلب من جميع الطلاب دراسة الإيطالية والنرويجية على التوالي من أجل تسهيل تواصلهم مع السكان المحليين. مدرسة العالم المتحد في كوستا ريكا هي أول مدرسة تقدم دبلوم البكالوريا الدولية ثنائية اللغة بالإسبانية والإنجليزية معًا. منظمة مدارس العالم المتحد لا تتطلب إجادة اللغة الإنجليزية كشرط أساسي للقبول للدراسة بأحد مدارسها.
طلاب كلية العالم المتحد مؤهلون بعد التخرج للمشاركة في برنامج ديفيس للمنح الدراسية، والذي يقتضي بتوفيق منح دراسية للدراسة الجامعية (على أساس الحاجة) لطلاب مدارس العالم المتحد في 91 جامعة بالولايات المتحدة.

## الأنشطة
برنامج CAS (بالإنكليزية Creativity, Action, Service [الإنجليزية]، الإبداع، العمل، الخدمة) هو أحد متطلبات دبلوما البكالوريا الدولية، وهو جزء من نمط الدراسة بكليات العالم المتحد. كما أسهمت الحياة الأكاديمية والنشاط الطلابي بالكلية الأطلسية في تشكيل هذا البرنامج.
وعلى سبيل المثال، يحتوي برنامج الـCAS على نشاط «مراقبة الشعب المرجانية» في مدرسة العالم المتحد لى بو تشون بهونج كونج، والشراكة بين المؤسسة الوطنية لقوارب النجاة الملكية في بريطانيا وبين مدرسة العالم المتحد بالمحيط الأطلسي (الكلية الأطلسية). ويعمل أحد برامج الـCAS في مدرسة العالم المتحد في موستار ومدرسة العالم المتحد على البحر الأدرياتيكي على مشروعين لخدمة مجتمع المدينة في مرحلة ما بعد الصراع.

## الإنضمام
الدخول لإحدى مدارس العالم المتحد يعتمد على التزام الطلاب بمبادئ الحركة ومدى مناسبتهم لمهمة المنظمة، يُكافأ العديد من الطلبة بمِنَح مباشرةً من مدارسهم أو عن طريق نظام اللجان الوطنية، تقع لجان كليات العالم المتحد في حوالي 140 دولة حول العالم، بعض اللجان يعتمد كليًا على التطوع، والبعض الآخر يعتمد جزئيًا على موظفين.

## وصلات خارجية
- الموقع الرسمي لمدارس العالم المتحد (بالإنكليزية)
- قائمة اللجان الوطنية لمدارس العالم المتحد
- موقع اللجنة الوطنية الليبية (بالعربية)
- موقع اللجنة الوطنية المصرية لمدارس العالم المتحد
- مجلة طلاب مدارس العالم المتحد «كلمات متحدة» (بالإنكليزية)